# David Makowski
David „Dave“ Makowski (* 19. August 1989 in St. Louis, Missouri) ist ein ehemaliger US-amerikanischer Eishockeyspieler, der im Verlauf seiner aktiven Karriere zwischen 2008 und 2019 unter anderem über 300 Spiele für die Allen Americans in der ECHL auf der Position des Verteidigers bestritten hat. Mit den Allen Americans gewann Makowski im Jahr 2016 den Kelly Cup.

## Karriere
David Makowski besuchte die Christian Brothers College High School in seiner Geburtsstadt St. Louis. In der Saison 2007/08 spielte der Verteidiger für die St. Louis Bandits in der North American Hockey League (NAHL), wobei er mit dem Team die Meisterschaft gewann und ins First All-Rookie Team gewählt wurde. Er hatte in der Hauptrunde 20 Punkte und eine positive Plus/Minus-Bilanz von +22 erreicht. Von 2008 bis 2010 kam er für die Green Bay Gamblers in der United States Hockey League (USHL) zum Einsatz, wobei er in der regulären Saison 2008/09 eine Plus/Minus-Bilanz von +23 sowie 29 Punkte erspielte und ins All-Star-Game gewählt wurde. In der Spielzeit 2009/10 gewann er mit der Mannschaft den Meistertitel und zeichnete sich als bester Torschütze aller Verteidiger der Liga aus. Dies brachte ihm die Auszeichnung als bester Verteidiger der Liga sowie die Nominierung ins First All-Star Team und erneut ins All-Star-Game ein. Während seiner Zeit an der University of Denver spielte er von 2010 bis 2014 für die Denver Pioneers in der National Collegiate Athletic Association (NCAA). Er beendete jede Saison mit einer positiven Bilanz, zählte zu den besten Spielern seiner Conference und gewann 2014 als Teamkapitän die Meisterschaft der National Collegiate Hockey Conference (NCHC).
Vom Sommer 2014 an bis 2016 folgten Einsätze für die Hamilton Bulldogs in der American Hockey League (AHL) sowie für die Wheeling Nailers und Allen Americans in der ECHL. Mit den Americans gewann er 2016 die Meisterschaft in Form des Kelly Cups und war zudem der Verteidiger mit den meisten Toren der Liga. Anschließend wechselte Makowski nach Europa und erhielt einen Vertrag beim ungarischen Klub Fehérvár AV19 aus der multinationalen Erste Bank Eishockey Liga (EBEL). Nach zwei Monaten wechselte er im Dezember 2016 zurück zu den Allen Americans und bestritt 47 Spiele, wobei er 55 Punkte erreichte. Für Dezember wurde er zum ECHL Plus Performer gewählt. Im Juli 2017 wurde Makowski von den San Jose Barracuda aus der AHL unter Vertrag genommen und bestritt zwei Spiele, ehe er im September 2018 zu den Allen Americans zurückkehrte. Am Ende der Saison war er mit 54 Punkten zweitstärkster Verteidiger der Liga und wurde als einziger Spieler der Americans ins ECHL First All-Star Team gewählt. Dies war ihm bereits im Vorjahr gelungen. Nach der Saison 2018/19 beendete der 29-Jährige seine aktive Karriere.

### International
Mit der US-amerikanischen U19-Auswahl nahm Makowski an der World Junior A Challenge 2008 im kanadischen Camrose teil, bei der er mit der Mannschaft die Goldmedaille gewann. In fünf Turnierspielen gab der Verteidiger eine Torvorlage und erhielt zwei Strafminuten.

## Erfolge und Auszeichnungen
| - 2008 Robertson-Cup-Gewinn mit den St. Louis Bandits - 2008 NAHL First All-Rookie Team - 2009 Teilnahme am USHL All-Star-Game - 2009 USHL Second All-Star Team - 2010 Teilnahme am USHL All-Star-Game (nicht gespielt) - 2010 Clark-Cup-Gewinn mit den Green Bay Gamblers - 2010 USHL Defenseman of the Year - 2010 USHL First All-Star Team - 2011 WCHA All-Rookie Team | - 2012 WCHA All-Academic Team - 2013 WCHA All-Academic Team - 2014 NCHC-Meisterschaft mit der University of Denver - 2016 Kelly-Cup-Gewinn mit den Allen Americans - 2016 ECHL Plus Performer des Monats Dezember - 2017 ECHL First All-Star Team - 2018 Teilnahme am ECHL All-Star Game - 2018 ECHL First All-Star Team |

### International
- 2008 Goldmedaille bei der World Junior A Challenge

## Karrierestatistik

### International
Vertrat die USA bei:
- World Junior A Challenge 2008

(Legende zur Spielerstatistik: Sp oder GP = absolvierte Spiele; T oder G = erzielte Tore; V oder A = erzielte Assists; Pkt oder Pts = erzielte Scorerpunkte; SM oder PIM = erhaltene Strafminuten; +/− = Plus/Minus-Bilanz; PP = erzielte Überzahltore; SH = erzielte Unterzahltore; GW = erzielte Siegtore; 1 Play-downs/Relegation; Kursiv: Statistik nicht vollständig)